# Resident Commissioner van Puerto Rico
De Resident Commissioner van Puerto Rico (Spaans: Comisionado Residente de Puerto Rico, Engels: Resident Commissioner of Puerto Rico) is een niet-stemgerechtigd lid van het Amerikaanse Huis van Afgevaardigden uit Puerto Rico. Omdat Puerto Rico als gemenebest en unincorporated territory geen volwaardige staat is van de Verenigde Staten, heeft het geen recht op een volwaardige vertegenwoordiging in het Amerikaanse politieke systeem. Het heeft geen stemrecht in het Amerikaanse Congres en in kiescollege dat de Amerikaanse President verkiest. Daarnaast is het ook niet vertegenwoordigd in de Amerikaanse Senaat en heeft het enkel een niet-stemgerechtigde vertegenwoordiging in het Huis van Afgevaardigden. Eerder hadden de Filipijnen als Amerikaanse kolonie ook een Resident Commissioner.
De Resident Commissioner is het enige lid van het Huis van Afgevaardigden dat wordt verkozen voor een termijn van vier jaar, anderen afgevaardigden worden verkozen voor twee jaar. Hij beschikt over dezelfde rechten als andere volksvertegenwoordigers, zoals het recht om te zetelen in parlementaire comités, behalve het stemrecht in de plenaire zitting.

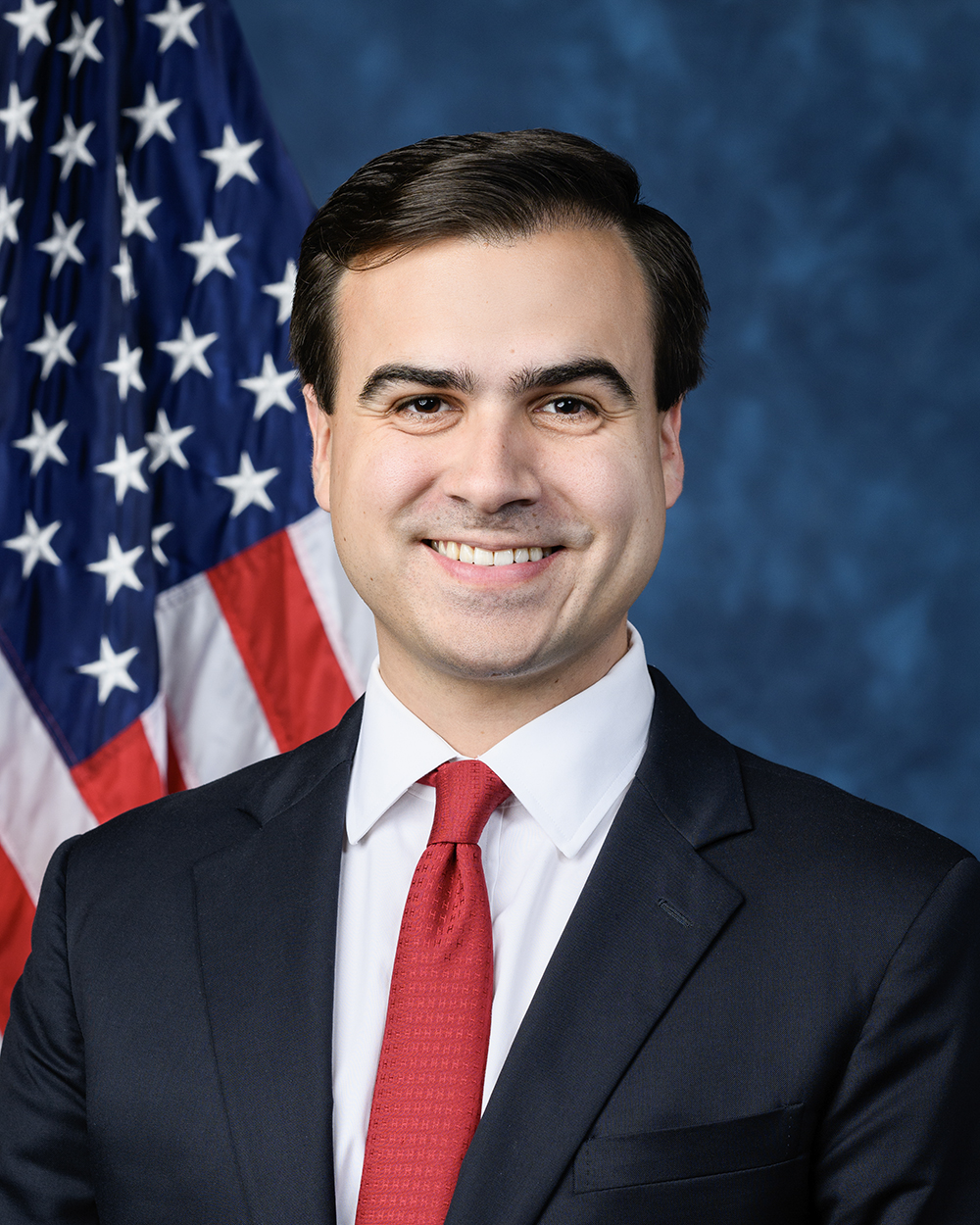
De huidige Resident Commissioner Pablo Hernández Rivera.

De afgevaardigde wordt samen verkozen met de gouverneur van Puerto Rico. De kandidaat voor Resident Commissioner is doorgaans de running mate van de kandidaat voor het gouverneurschap. Het is uitzonderlijk dat de gouverneur en de Resident Commissioner tot een verschillende partij behoren. De huidige Resident Commissioner is Pablo Hernández Rivera van de Partido Popular Democrático. Hij volgde in 2025 Jenniffer González-Colón op, die de functie als eerste vrouw bekleedde. Vaak is de functie van Resident Commissioner ook een opstap naar de functie van gouverneur, zoals bij Luis Fortuño en Pedro Pierluisi.